# Bobina electromagnética

Las líneas de campo magnético (verde) de un lazo de alambre que transporta corriente pasan a través del centro del lazo, concentrando el campo allí

Una bobina electromagnética es un conductor eléctrico tal como un alambre en la forma de una bobina (espiral o hélice). Las bobinas electromagnéticas se utilizan en ingeniería eléctrica, en aplicaciones donde las corrientes eléctricas interactúan con campos magnéticos, en dispositivos como motores eléctricos, generadores, inductores, electromagnetos, transformadores, bobinas sensoras como en máquinas de IRM médicas. Ya sea que se pase una corriente eléctrica a través del alambre de la bobina para generar un campo magnético, o a la inversa, un campo magnético externo «variable en el tiempo» a través del interior de la bobina genera una FEM (tensión) en el conductor.
Una corriente a través de cualquier conductor crea un campo magnético circular alrededor del conductor debido a la ley de Ampère. La ventaja de usar la forma de bobina es que aumenta la intensidad del campo magnético producido por una corriente dada. Los campos magnéticos generados por las vueltas separadas de alambre pasan todos a través del centro de la bobina y se suman (superponen) para producir un campo fuerte allí. Cuanto mayor el número de espiras de alambre, más fuerte el campo producido. A la inversa, un flujo magnético externo «cambiante» induce una tensión en un conductor como un alambre, debido a la ley de inducción de Faraday. La tensión inducida puede aumentarse enrollando el alambre en una bobina porque las líneas de campo intersectan el circuito múltiples veces.
La dirección del campo magnético producido por una bobina puede determinarse por la regla de la mano derecha para bobinas. Si los dedos de la mano derecha se envuelven alrededor del núcleo magnético de una bobina en la dirección de la corriente convencional a través del alambre, el pulgar apuntará en la dirección en que las líneas de campo magnético pasan a través de la bobina. El extremo de un núcleo magnético del cual emergen las líneas de campo se define como el polo Norte.
Hay muchos tipos diferentes de bobinas usadas en equipo eléctrico y electrónico.

En una bobina de múltiples vueltas de alambre, el campo magnético de las vueltas se suma en el centro de la bobina, creando un campo fuerte. Este dibujo muestra una sección transversal a través del centro de la bobina. Las cruces son alambres en los que la corriente se mueve hacia dentro de la página; los puntos son alambres en los que la corriente emerge de la página.

## Devanados y tomas

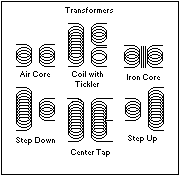
Diagrama de configuraciones típicas de transformadores

El alambre o conductor que constituye la bobina se llama devanado. El agujero en el centro de la bobina se llama área del núcleo o eje magnético. Cada lazo de alambre se llama una vuelta. En devanados en los que las vueltas se tocan, el alambre debe estar aislado con un recubrimiento de aislamiento no conductor tal como plástico o esmalte para prevenir que la corriente pase entre las vueltas de alambre. El devanado a menudo se envuelve alrededor de una forma de bobina hecha de plástico u otro material para mantenerlo en su lugar. Los extremos del alambre se sacan y se conectan a un circuito externo. Los devanados pueden tener conexiones eléctricas adicionales a lo largo de su longitud; estas se llaman tomas. Un devanado que tiene una sola toma en el centro de su longitud se llama con toma central.
Las bobinas pueden tener más de un devanado, aislados eléctricamente entre sí. Cuando hay dos o más devanados alrededor de un eje magnético común, los devanados se dice que están acoplados inductivamente o acoplados magnéticamente. Una corriente variable en el tiempo a través de un devanado creará un campo magnético variable en el tiempo que pasa a través del otro devanado, lo que inducirá una tensión variable en el tiempo en los otros devanados. Esto se llama un transformador. El devanado al que se aplica corriente, que crea el campo magnético, se llama devanado primario. Los otros devanados se llaman devanados secundarios.

## Núcleo magnético
Muchas bobinas electromagnéticas tienen un núcleo magnético, una pieza de material ferromagnético como hierro en el centro para aumentar el campo magnético. La corriente a través de la bobina magnetiza el hierro, y el campo del material magnetizado se añade al campo producido por el alambre. Esto se llama una bobina con núcleo ferromagnético o bobina con núcleo de hierro. Un núcleo ferromagnético puede aumentar el campo magnético y la inductancia de una bobina por cientos o miles de veces sobre lo que sería sin el núcleo. Una bobina con núcleo de ferrita es una variedad de bobina con un núcleo hecho de ferrita, un compuesto cerámico ferrimagnético. Las bobinas de ferrita tienen menores pérdidas en el núcleo a altas frecuencias.
- Una bobina con un núcleo que forma un lazo cerrado, posiblemente con algunas brechas de aire estrechas, se llama una bobina con núcleo cerrado. Al proporcionar una ruta cerrada para las líneas de campo magnético, esta geometría minimiza la reluctancia magnética y produce el campo magnético más fuerte. A menudo se usa en transformadores.
  - Una forma común para bobinas con núcleo cerrado es una bobina con núcleo toroidal, en la que el núcleo tiene la forma de un toro o dona, con sección transversal circular o rectangular. Esta geometría tiene mínimo flujo de dispersión y radia mínima interferencia electromagnética (IEM).
- Una bobina con un núcleo que es una barra recta u otra forma no de lazo se llama una bobina con núcleo abierto. Esta tiene un campo magnético e inductancia menores que un núcleo cerrado, pero a menudo se usa para prevenir la saturación magnética del núcleo.

Una bobina sin un núcleo ferromagnético se llama una bobina con núcleo de aire. Esto incluye bobinas enrolladas en formas de plástico u otros no magnéticos, así como bobinas que en realidad tienen espacio de aire vacío dentro de sus devanados.

## Tipos de bobinas
Las bobinas pueden clasificarse por la frecuencia de la corriente con la que están diseñadas para operar:
- Bobinas de corriente continua o CC o electromagnetos operan con una corriente continua estable en sus devanados
- Bobinas de frecuencia de audio o FA, inductores o transformadores operan con corrientes alternas en el rango de frecuencia de audio, menos de 20 kHz
- Bobinas de radiofrecuencia o RF, inductores o transformadores operan con corrientes alternas en el rango de radiofrecuencia, por encima de 20 kHz

Las bobinas pueden clasificarse por su función:

### Electromagnetos

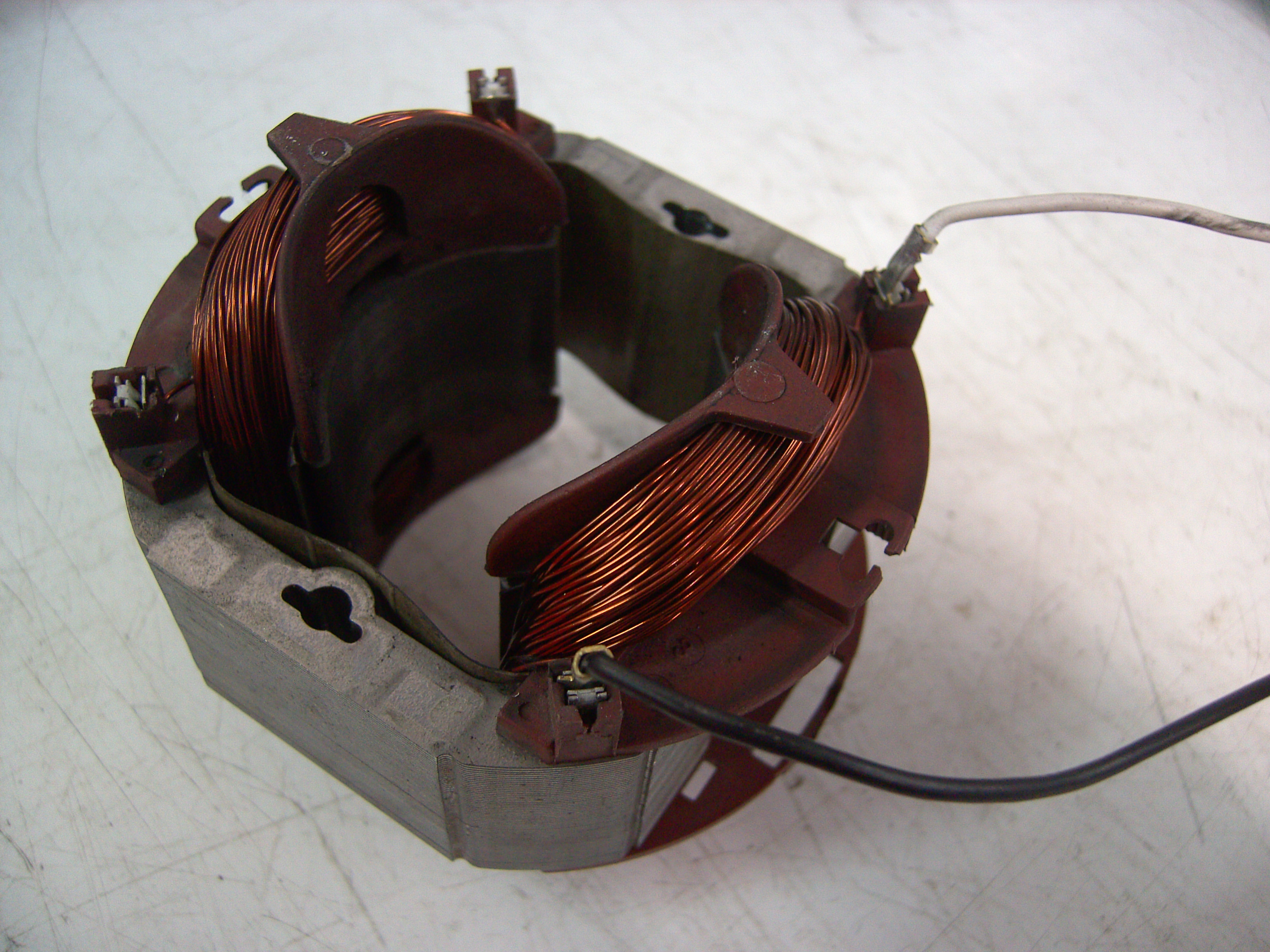
Electromagneto de devanado de campo en el estátor de un motor universal de CA.

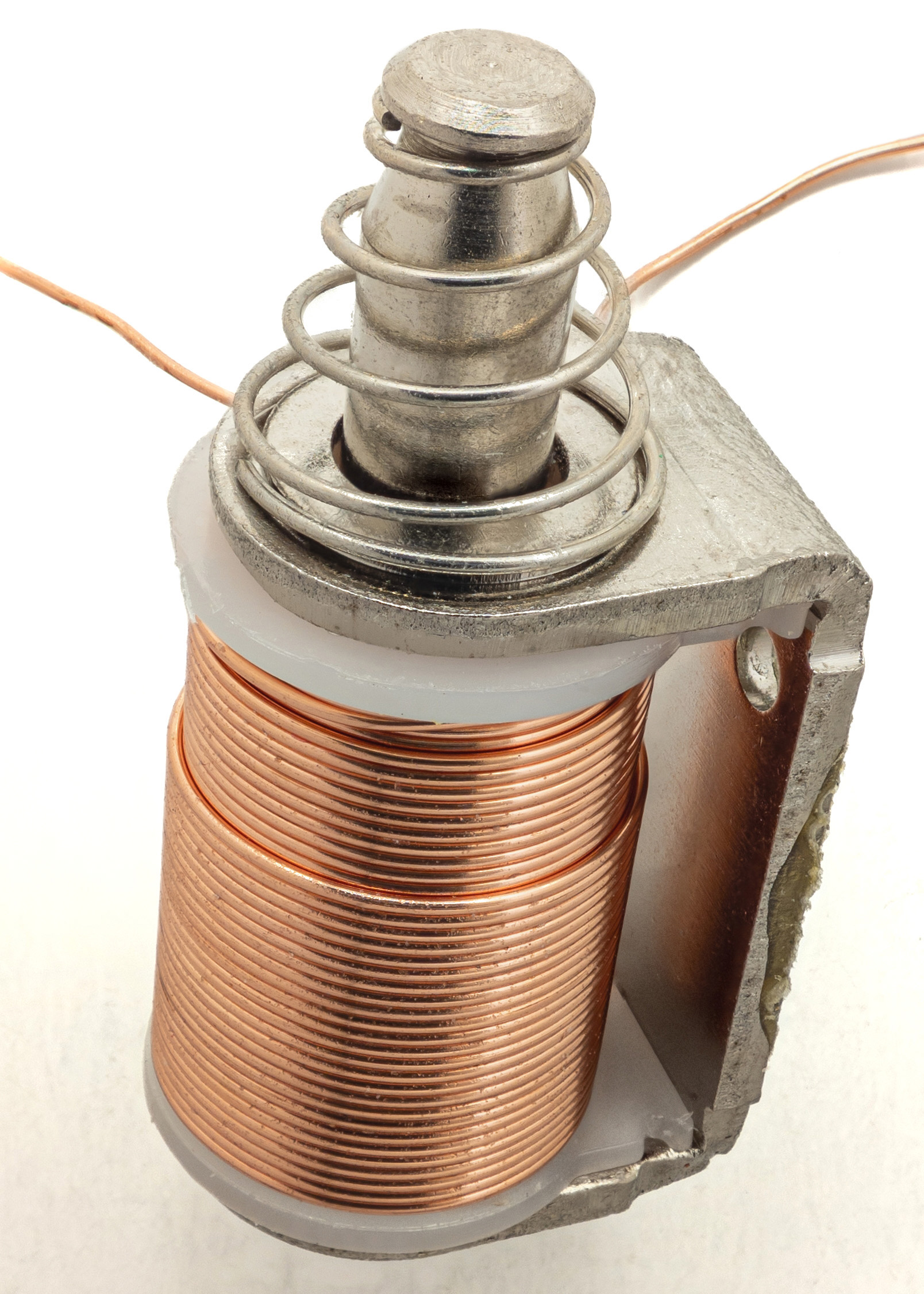
Bobina impulsora del obturador de cámara antigua Canon AF-10 Date.

Los electromagnetos son bobinas que generan un campo magnético para algún uso externo, a menudo para ejercer una fuerza mecánica en algo, o remover campos de fondo existentes. Algunos tipos específicos:
- Solenoide - un electromagneto en la forma de una hélice hueca recta de alambre
- Devanados de motor y generador - electromagnetos con núcleo de hierro en el rotor o estátor de motores eléctricos y generadores que actúan unos sobre otros para girar el eje (motor) o generar una corriente eléctrica (generador)
  - Devanado de campo - una bobina con núcleo de hierro que genera un campo magnético estable para actuar sobre el devanado de armadura.
  - Devanado de armadura - una bobina con núcleo de hierro que es actuada por el campo magnético del devanado de campo para crear par (motor) o inducir una tensión para producir potencia (generador)

- Bobina de Helmholtz, bobina de Maxwell - bobinas con núcleo de aire que sirven para cancelar un campo magnético externo
- Bobina de desmagnetización - una bobina usada para desmagnetizar partes
- Bobina de voz - una bobina usada en un altavoz de bobina móvil, suspendida entre los polos de un imán. Cuando la señal de audio pasa a través de la bobina, vibra, moviendo el cono del altavoz adjunto para crear ondas sonoras. Lo inverso se usa en un micrófono dinámico, donde vibraciones sonoras interceptadas por algo como un diafragma se transfieren físicamente a una bobina de voz inmersa en un campo magnético, y los extremos terminales de la bobina proporcionan un análogo eléctrico de esas vibraciones.

### Inductores
Los inductores o reactores son bobinas que generan un campo magnético que interactúa con la bobina misma, para inducir una FEM de retroceso que se opone a cambios en la corriente a través de la bobina. Los inductores se usan como elemento de circuitos en circuitos eléctricos, para almacenar temporalmente energía o resistir cambios en la corriente. Algunos tipos:
- Bobina de tanque - un inductor usado en un circuito sintonizado
- Choque - un inductor usado para bloquear CA de alta frecuencia mientras permite pasar CA de baja frecuencia o CC.
- Bobina de carga - un inductor usado para añadir inductancia a una antena, para hacerla resonante, o a un cable para prevenir distorsión de señales.
- Variómetro - un inductor ajustable consistente en dos bobinas en serie, una exterior estacionaria y una segunda dentro que puede rotarse para que sus ejes magnéticos estén en la misma dirección o opuestos.
- Transformador flyback - Aunque llamado transformador, esto es en realidad un inductor que sirve para almacenar energía en fuentes de poder conmutadas y circuitos de deflexión horizontal para televisores y monitores TRC
- Reactor saturable - un inductor con núcleo de hierro usado para controlar potencia CA variando la saturación del núcleo usando una tensión de control CC en un devanado auxiliar.
- Balasto inductivo - un inductor usado en circuitos de lámparas de descarga de gas, tales como lámparas fluorescentes, para limitar la corriente a través de la lámpara.

### Transformadores

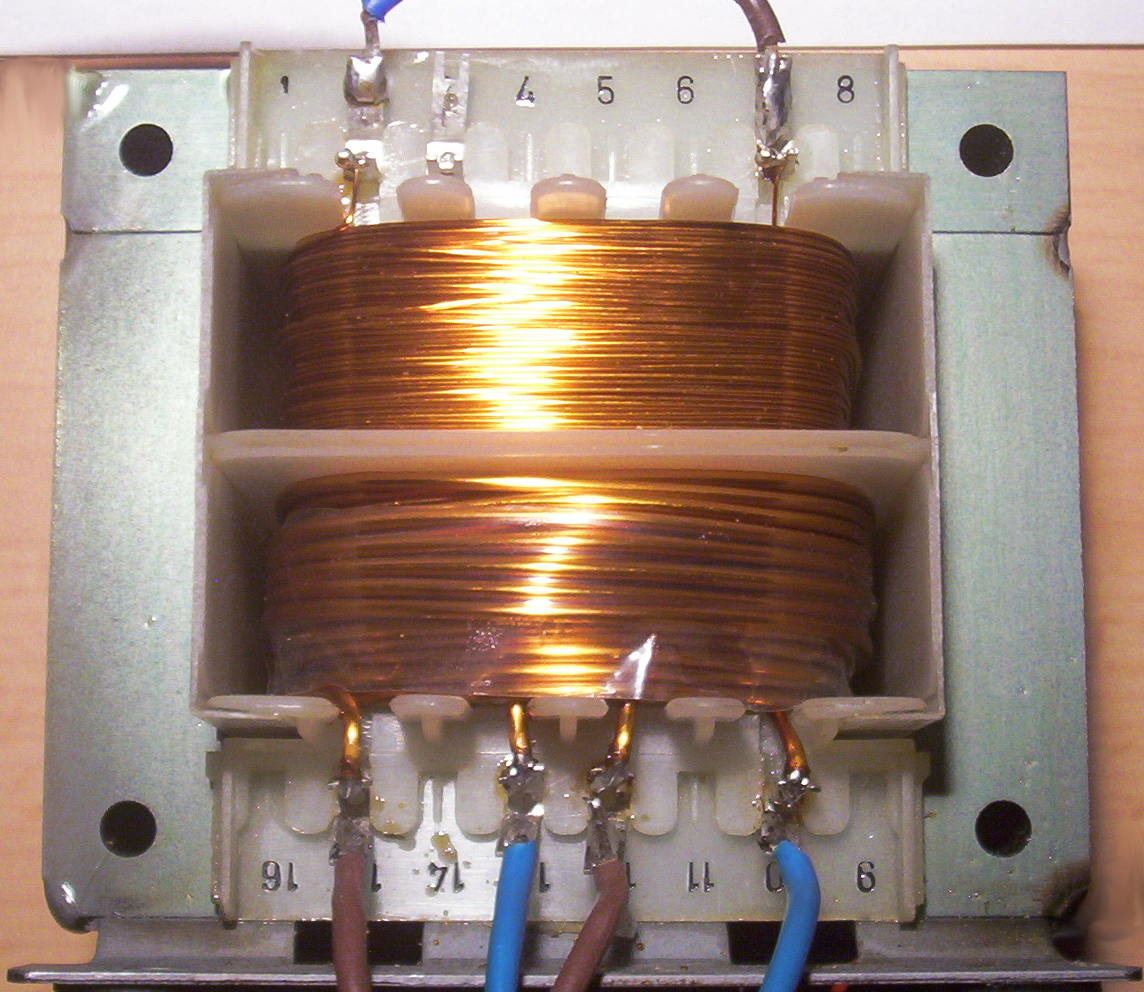
Transformador

Un transformador es un dispositivo con dos o más devanados acoplados magnéticamente (o secciones de un solo devanado). Una corriente variable en el tiempo en una bobina (llamada el devanado primario) genera un campo magnético que induce una tensión en la otra bobina (llamada el devanado secundario). Algunos tipos:
- Transformador de distribución - Un transformador en una red eléctrica que transforma el alto voltaje de la línea eléctrica al voltaje más bajo usado por los clientes de la utilidad.
- Autotransformador - un transformador con solo un devanado. Diferentes porciones del devanado, accedidas con tomas, actúan como devanados primario y secundario del transformador.
- Transformador toroidal - el núcleo está en la forma de un toroide. Esta es una forma comúnmente usada ya que disminuye el flujo de fuga, resultando en menos interferencia electromagnética.
- Bobina de inducción o bobina de temblor - un transformador temprano que usa un mecanismo interruptor vibratorio para romper la corriente primaria para que pueda operar con corriente CC. 
  - Bobina de encendido - una bobina de inducción usada en motores de combustión interna para crear un pulso de alto voltaje para disparar la bujía que inicia la quema del combustible.

- Balun - un transformador que adapta una línea de transmisión balanceada a una desbalanceada.
- Bobina bifilar - una bobina enrollada con dos hebras paralelas, estrechamente espaciadas. Si corrientes CA pasan a través de ella en la misma dirección, los flujos magnéticos se sumarán, pero si corrientes iguales en direcciones opuestas pasan a través de los devanados, los flujos opuestos se cancelarán, resultando en flujo cero en el núcleo. Por lo que no se inducirá tensión en un tercer devanado en el núcleo. Estas se usan en instrumentos y en dispositivos como interruptores de falla a tierra. También se usan en resistores de alambre enrollado de baja inductancia para uso en frecuencias RF.
- Transformador de audio - Un transformador usado con señales de audio. Se usan para adaptación de impedancias.
  - Bobina híbrida - un transformador de audio especializado con 3 devanados usado en circuitos de telefonía para convertir entre circuitos de dos hilos y de cuatro hilos

### Máquinas eléctricas
Las máquinas eléctricas tales como motores y generadores tienen uno o más devanados que interactúan con campos magnéticos en movimiento para convertir energía eléctrica en energía mecánica. A menudo una máquina tendrá un devanado por el que pasa la mayor parte de la potencia de la máquina (la «armadura»), y un segundo devanado que proporciona el campo magnético del elemento rotatorio (el «devanado de campo») que puede conectarse por escobillas o anillos colectores a una fuente externa de corriente eléctrica. En un motor de inducción, el devanado de «campo» del rotor se energiza por el movimiento relativo lento entre el devanado rotatorio y el campo magnético rotatorio producido por el devanado del estátor, que induce la corriente excitadora necesaria en el rotor.

### Bobinas transductoras

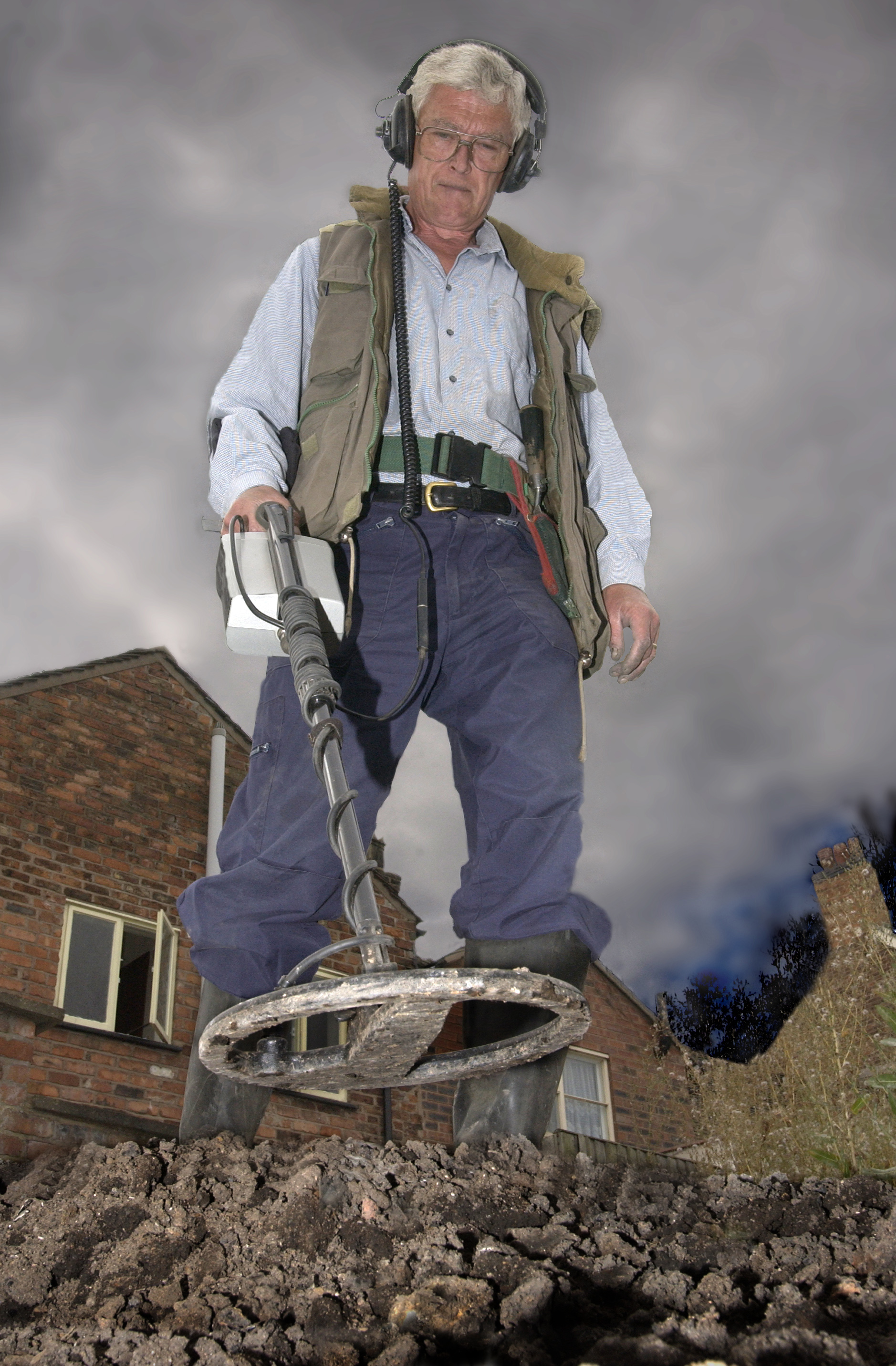
La bobina sensora de un detector de metales.

Estas son bobinas usadas para traducir campos magnéticos variables en el tiempo a señales eléctricas, y viceversa. Algunos tipos:
- Bobinas sensoras o de captación - estas se usan para detectar campos magnéticos externos variables en el tiempo
- Sensor inductivo - una bobina que detecta cuando un imán u objeto de hierro pasa cerca de ella
- Cabezal de grabación - una bobina que se usa para crear un campo magnético para escribir datos en un medio de almacenamiento magnético, tal como cinta magnética, o un disco duro. A la inversa, también se usa para leer los datos en la forma de campos magnéticos cambiantes en el medio.
- Bobina de calentamiento por inducción - una bobina CA usada para calentar un objeto induciendo corrientes de Foucault en él, un proceso llamado calentamiento por inducción.
- Antena de cuadro - una bobina que sirve como una antena de radio, para convertir ondas de radio en corrientes eléctricas.
- Bobina de Rogowski - una bobina toroidal usada como un dispositivo de medición CA
- Pastilla de instrumento musical - una bobina usada para producir la señal de audio de salida en una guitarra eléctrica o bajo eléctrico.
- Puerta de flujo - una bobina sensora usada en un magnetómetro
- Cartucho magnético - un sensor en un tocadiscos que usa una bobina para traducir la vibración de una aguja en una señal de audio al reproducir discos fonográficos de vinilo.

También hay tipos de bobinas que no encajan en estas categorías.